# Геохимический цикл углерода

Схема геохимического цикла углерода показывает количество углерода в атмосфере, гидросфере и геосфере Земли, а также годовой перенос углерода между ними. Все величины в гигатоннах (миллиардах тонн). В результате сжигания ископаемого топлива человечество ежегодно добавляет 5,5 гигатонн углерода в атмосферу

Геохимический цикл углерода — комплекс процессов, в ходе которых происходит перенос углерода между различными геохимическими резервуарами. В истории Земли углеродный цикл менялся весьма значительно, эти изменения были как и медленными постепенными изменениями, так и резкими катастрофическими событиями. Важнейшую роль в круговороте углерода играли и играют живые организмы. В различных формах углерод присутствует во всех оболочках Земли.
Геохимический цикл углерода имеет несколько важных особенностей:
- В разное время разные процессы были определяющими в углеродном цикле.
- Резкие, катастрофические изменения цикла углерода играли ключевую роль в эволюции углеродного цикла в истории Земли.
- Геохимический цикл углерода всегда происходит через атмосферу и гидросферу. Тем самым, даже самые глубинные процессы могут влиять на окружающую среду и биосферу.

Геохимическая запись углеродного цикла изучена неравномерно по геологической шкале времён. Наиболее полно в этом отношении изучен четвертичный период, самый недавний и кратчайший геологический период, так как, с одной стороны, история углеродного цикла в нём наиболее полно зафиксирована ледниками Арктики и Антарктики. С другой стороны, в это время происходили значительные изменения углеродного цикла, и они неразрывно связаны с климатическими изменениями.
При изучении изменений в геохимических циклах элементов необходимо учитывать временной масштаб явлений. Одни процессы могут привносить малозаметные изменения, которые на длительных геологических промежутках времени становятся решающими. Иные изменения могут носить катастрофический характер, и происходить за очень короткие времена. При этом понятие времени характеристики «долго» и «медленно» в этом контексте относительны. Примером «мгновенного» в геологической шкале времени события в геохимическом цикле углерода является позднепалеоценовый термальный максимум, продолжавшийся около 200 тысяч лет.

## Формы углерода
Углерод присутствует в природе в нескольких основных формах:
- восстановленная форма в виде метана и других углеводородов содержится в мантии, коре, атмо- и гидросфере
- в нейтральном состоянии в виде угля, графита, алмаза и карбида в коре и мантии
- в окисленной форме в виде углекислого газа, карбонатов и примеси в силикатах в мантии, коре и атмо- и гидросфере
- в виде сложных органических соединений углерод сосредоточен в биосфере, почве, и океане.

Перенос углерода между различными геохимическими резервуарами осуществляется через атмосферу и мировой океан. При этом углерод в атмосфере находится в виде углекислого газа и метана.

### Углерод в атмосфере
В атмосфере углерод содержится в виде углекислого газа (СО2), угарного газа (СО), метана (СH4) и некоторых других углеводородов. Содержание СО2 сейчас составляет ~0,04 % (увеличилось на 31 %, по сравнению с доиндустриальной эпохой), метана ~1,7 ppm (увеличился на 149 %), на два порядка меньше, чем СО2; содержание СО ~0,1 ppm. Метан и углекислый газ создают парниковый эффект, угарный газ такого влияния не оказывает.
Для атмосферных газов применяется понятие время жизни газа в атмосфере, это время, за которое в атмосферу поступает столько же газа, сколько его содержится в атмосфере. Время жизни метана оценивается в 10-14 лет, а время жизни углекислого газа — в 3-5 лет. СО окисляется до СО2 за несколько месяцев.
Метан поступает в атмосферу в результате анаэробного разложения растительных остатков. Основными источниками поступления метана в современную атмосферу являются болота и тропические леса.
Современная атмосфера содержит большое количество кислорода, и метан в ней быстро окисляется. Таким образом, сейчас доминирующим циклом является кругооборот CO2, однако в ранней истории Земли ситуация была принципиально иной и метановый цикл доминировал, а углекислотный имел подчинённое значение. Углекислый газ атмосферы является источником углерода для других приповерхностных геосфер.

### Углерод в океане
Океан является исключительно важным резервуаром углерода. Общее количество элемента в нём в 100 раз больше чем содержится в атмосфере. Океан через поверхность может обмениваться углекислым газом с атмосферой, а также, посредством осаждения и растворения карбонатов, с осадочным чехлом Земли. Растворенный в океане углерод существует в трех основных формах:
- неорганический углерод
  - растворённый CO2
  - HCO3-
  - CO32-
- органический углерод, сосредоточенный в океанических организмах

Гидросферу можно разделить на три геохимических резервуара: приповерхностный слой, глубокие воды и слой реактивных морских осадков, способных к обмену углекислотой с водой. Эти резервуары различаются по времени отклика на внешние изменения углеродного цикла.

### Углерод в земной коре
Содержание углерода в земной коре составляет порядка 0,27 %. С началом индустриальной эпохи человечество стало использовать углерод из этого резервуара и переводить его в атмосферу. Ещё академик Вернадский сравнивал этот процесс с мощной геологической силой, подобной эрозии или вулканизму.

## Резервуары углерода
Рассмотрение углеродного цикла имеет смысл начать с оценок количества углерода, сосредоточенного в различных земных резервуарах. При этом мы будем рассматривать состояние системы на 1850 год, до начала индустриальной эры, когда начались массовые выбросы в атмосферу продуктов сжигания ископаемого топлива.
В атмосфере находится немного углерода по сравнению с океаном и земной корой, но углекислый газ атмосферы очень активен, он является строительным материалом для земной биосферы.
Метан не стабилен в современной окислительной атмосфере, в верхних слоях атмосферы при участии гидроксил-ионов он реагирует с кислородом, образуя всё тот же углекислый газ и воду. Основными производителями метана являются анаэробные бактерии, перерабатывающие образовавшуюся в результате фотосинтеза органику. Большая часть метана поступает в атмосферу из болот.
Для газов атмосферы введено понятие времени жизни, это то время, за которое в атмосферу поступает масса газа, равная массе этого газа в атмосфере. Для СО2 время жизни оценивается в 5 лет. Как это ни странно, но время жизни неустойчивого в атмосфере метана значительно больше — порядка 15 лет. Дело в том, что атмосферный углекислый газ участвует в исключительно активном кругообороте с наземной биосферой и мировым океаном, в то время как метан в атмосфере только разлагается.
| Резервуар                                                         | количество углерода в гигатоннах С |
| ----------------------------------------------------------------- | ---------------------------------- |
| атмосфера                                                         | 590                                |
| океан                                                             | (3,71—3,9)⋅104                     |
| поверхностный слой, неорганический углерод                        | 700—900                            |
| глубокие воды, неорганический углерод                             | 35 600—38 000                      |
| весь биологический углерод океанов                                | 685—700                            |
| пресноводная биота                                                | 1—3                                |
| наземная биота и почва                                            | 2000—2300                          |
| растения                                                          | 500—600                            |
| почвы                                                             | 1500—1700                          |
| морские осадки, способные к обмену углеродом с океанической водой | 3000                               |
| неорганические, главным образом карбонатные осадки                | 2500                               |
| органические осадки                                               | 650                                |
| кора                                                              | (7,78—9,0)⋅107                     |
| осадочные карбонаты                                               | 6,53⋅107                           |
| органический углерод                                              | 1,25⋅107                           |
| мантия                                                            | 3,24⋅108                           |
| ископаемое топливо                                                | ~4130                              |
| нефть                                                             | 636—842                            |
| природный газ                                                     | 483—564                            |
| уголь                                                             | 3100—4270                          |

## Потоки углерода между резервуарами
Различают быстрый и медленный углеродный цикл. Медленный поток углеродного цикла связан с захоронением углерода в горных породах и может продолжаться сотни миллионов лет. Около 80% углеродосодержащих горных пород образовались в Мировом океане из отложений частей организмов, содержащих карбонат кальция.
| Потоки медленного цикла                                   | гигатонн в год      |
| захоронение карбонатов                                    | 0,13-0,38 (0,7-1,4) |
| захоронение органического углерода                        | 0,05-0,13           |
| Речной снос в океаны, растворённый неорганический углерод | 0,39-0,44           |
| Речной снос в океаны, весь органический углерод           | 0,30-0,41           |
| Вынос реками растворённого органического углерода         | 0,21-0,22           |
| Вынос реками органического углерода в виде частиц         | 0,17-0,30           |
| Вулканизм                                                 | 0,04-0,10           |
| вынос из мантии                                           | 0,022-0,07          |

Продолжительность быстрого углеродного цикла определяется продолжительностью жизни организма. Он представляет собой обмен углеродом непосредственно между биосферой (живыми организмами при дыхании, питании и выделениях, а также мёртвыми организмами при разложении) и атмосферой и гидросферой.
| Потоки быстрого цикла                | гигатонн в год |
| атмосферный фотосинтез               | 120+3          |
| дыхание растений                     | 60             |
| дыхание микроорганизмов и разложение | 60             |
| антропогенная эмиссия                | 3              |
| обмен с океаном                      | 90+2           |

(цифры после знака "+" указывают антропогенное влияние.)

## Изменения углеродного цикла

### Докембрийская история
На самых ранних этапах развития земли атмосфера была восстановительной, и содержание метана и углекислого газа было значительно выше, чем сейчас. Эти газы обладают значительным парниковым эффектом, и этим объясняют Парадокс слабого молодого Солнца, который заключается в расхождении оценок древней светимости солнца, и наличие воды на поверхности планеты.
В протерозое произошло кардинальное изменение углеродного цикла: от круговорота метана — к углекислотному циклу. Фотосинтезирующие бактерии начали производить кислород, который первоначально расходовался на окисление атмосферных углеводородов, железа, растворённого в океанах, и других восстановленных фаз. Когда эти ресурсы были исчерпаны, содержание кислорода в атмосфере стало увеличиваться. При этом содержание парниковых газов в атмосфере уменьшилось и началась протерозойская ледниковая эра.
Протерозойская ледниковая эра, произошедшая на границе протерозоя и венда, была одним из сильнейших оледенений в истории Земли. Палеомагнитные данные свидетельствуют, что в то время большая часть континентальных блоков коры были расположены в экваториальных широтах и почти на всех них установлены следы оледенения. В протерозойской ледниковой эпохе было несколько оледенений, и все они сопровождались значительными изменениями изотопного состава углерода осадочных пород. С началом оледенения углерод отложений приобретает резко облегчённый состав, считается, что причина этого изменения в массовом вымирании морских организмов, которые избирательно поглощали легкий изотоп углерода. В межледниковые периоды происходило обратное изменение изотопного состава из-за бурного развития жизни, которая накапливала значительную часть лёгкого изотопа углерода и увеличивала отношение 13C/12C в морской воде.
В случае протерозойского оледенения предполагается, что причиной отступления ледников (вообще говоря, оледенение устойчиво, и без дополнительных факторов может существовать неограниченно долго) могли быть вулканические эмиссии парниковых газов в атмосферу.

### Фанерозой

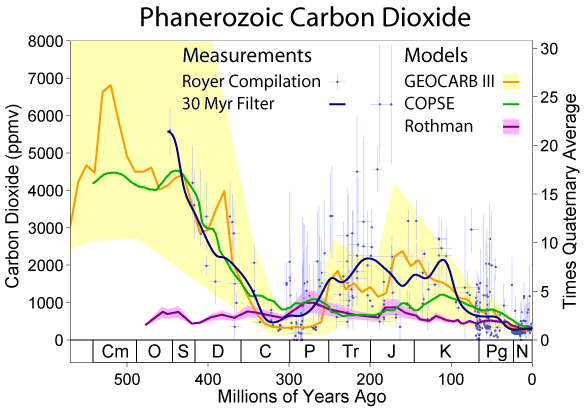
Оценки содержания диоксида углерода в атмосфере в фанерозое и расчеты по различным геохимическим моделям

В фанерозое атмосфера содержала значительное количество кислорода и имела окислительный характер. Преобладающим был углекислотный цикл кругооборота углерода.
Прямые данные о дочетвертичных концентрациях углерода в атмосфере и океане отсутствуют. Историю углеродного цикла в это время можно проследить по изотопному составу углерода в осадочных породах и их относительной распространённости. Из этих данных следует, что в фанерозое углеродный цикл испытывал долгопериодические изменения, которые коррелирут с эпохами горообразования. Во время активации тектонических движений отложение карбонатных пород усиливается и его изотопный состав становится более тяжёлым, что соответствует увеличению сноса углерода из корового источника, содержащего в основном утяжелённый углерод. Поэтому считается, что основные изменения углеродного цикла происходили из-за усиления эрозии континентов в результате горообразования.

### Четвертичный период
История изменения содержания СО2 и СН4 в атмосфере в четвертичном периоде известна относительно хорошо из изучения покровных ледников Гренландии и Антарктиды (в ледниках зафиксирована история примерно до 800 тыс. лет), лучше, чем для какого-либо периода истории Земли. Четвертичный период (последние 2,6 млн лет) отличается от других геологических периодов циклическими эпохами оледенений и межледниковий. Эти изменения климата чётко коррелированны с изменениями углеродного цикла. Однако даже в этом наиболее изученном случае нет полной ясности в причинах циклических изменений и связи геохимических изменений с климатическими.
Четвертичный период ознаменовался многократными следовавшими друг за другом оледенениями. Атмосферное содержание СО2 и СН4 менялось согласованно с вариациями температуры и между собой. При этом из этой палеоклиматической записи следуют следующие наблюдения:
1. Все ледниково-межледниковые циклы последнего миллиона лет имеют периодичность около 100 тыс. лет, в интервале времени 1—2,6 млн лет назад характерна периодичность около 41 тыс. лет.
2. Каждый ледниковый период сопровождается понижением атмосферной концентрации СО2 и СН4 (характерные содержания 200 ppm и 400 ppb соответственно)
3. Межледниковые периоды начинаются резким, в геологическом масштабе мгновенным, увеличением концентраций СО2 и СН4.
4. Во время межледниковых периодов между северным и южным полушарием существует градиент концентраций СН4. Составы воздуха, полученные из ледников Гренландии, систематически больше антарктических на 40—50 ppb. Во время ледниковых эпох концентрация метана в обоих полушариях падает и выравнивается.
5. Во время ледниковых периодов уменьшается содержание лёгкого изотопа углерода.

Некоторые из этих фактов могут быть объяснены современной наукой, но вопрос причинно-следственных связей, несомненно, пока не имеет ответа.
Развитие оледенения приводит к уменьшению площади и массы наземной биосферы. Так как все растения избирательно поглощают из атмосферы лёгкий изотоп углерода, то при наступлении ледников весь этот облегчённый углерод поступает в атмосферу, а через неё и в океан. Исходя из современной массы наземной биосферы, её среднего изотопного состава и аналогичных данных об океане и атмосфере и зная изменение изотопного состава океана во время ледниковых периодов из останков морских организмов, может быть рассчитано изменение массы наземной биосферы во время ледниковых периодов. Такие оценки были проведены и составили 400 гигатонн по сравнению с современной массой. Таким образом было объяснено изменение изотопного состава углерода.
Все четвертичные оледенения больше развивались в северном полушарии, где есть большие континентальные просторы. В южном полушарии преобладают океаны и там почти полностью отсутствуют обширные болота — источники метана. Болота сосредоточены в тропическом поясе и северном бореальном поясе.
Развитие оледенения приводит к уменьшению северных болот — одного из основных источников метана (и в то же время поглотителей СО2). Поэтому во время межледниковых периодов, когда площадь болот максимальна в Северном полушарии, концентрация метана больше. Этим объясняется наличие градиента концентраций метана между полушариями в межледниковые периоды.

### Антропогенное влияние на углеродный цикл
Деятельность людей привнесла новые изменения в цикл углерода. С началом индустриальной эры люди стали всё в возрастающем количестве сжигать ископаемое топливо: уголь, нефть и газ, накопленные за миллионы лет существования Земли. Человечество привнесло значительные изменения в землепользовании: вырубило леса, осушило болота, и затопило прежде сухие земли. Но вся история планеты состоит из грандиозных событий, поэтому, говоря об изменении углеродного цикла человеком необходимо соразмерять масштабы и продолжительность этого воздействия с событиями в прошлом.
Углекислый газ — самый важный антропогенный парниковый газ, его концентрация в атмосфере значительно превысила её естественный диапазон за последние 650 тысяч лет.
С 1850 года концентрация СО2 в атмосфере увеличилась на 31 %, а метана на 149 %, что рядом исследователей связывается с антропогенным влиянием, причём по данным МГЭИК ООН, до трети общих антропогенных выбросов CO2 являются результатом обезлесения.
Ряд работ указывает на рост содержания парниковых газов в связи с окончанием малого ледникового периода 16 века, последующим потеплением и высвобождением связанных запасов парниковых газов. При этом за счёт нагрева океана с одной стороны выделяется растворённый СО2, а с другой стороны тают и разрушаются клатраты метана, что приводит к его выделению в океан и атмосферу.